# Bulbophyllum dolabriforme
Bulbophyllum dolabriforme är en orkidéart som beskrevs av Jaap J. Vermeulen. Bulbophyllum dolabriforme ingår i släktet Bulbophyllum och familjen orkidéer.
Artens utbredningsområde är Nigeria. Inga underarter finns listade i Catalogue of Life.